# Freienfeld (Freienfeld)

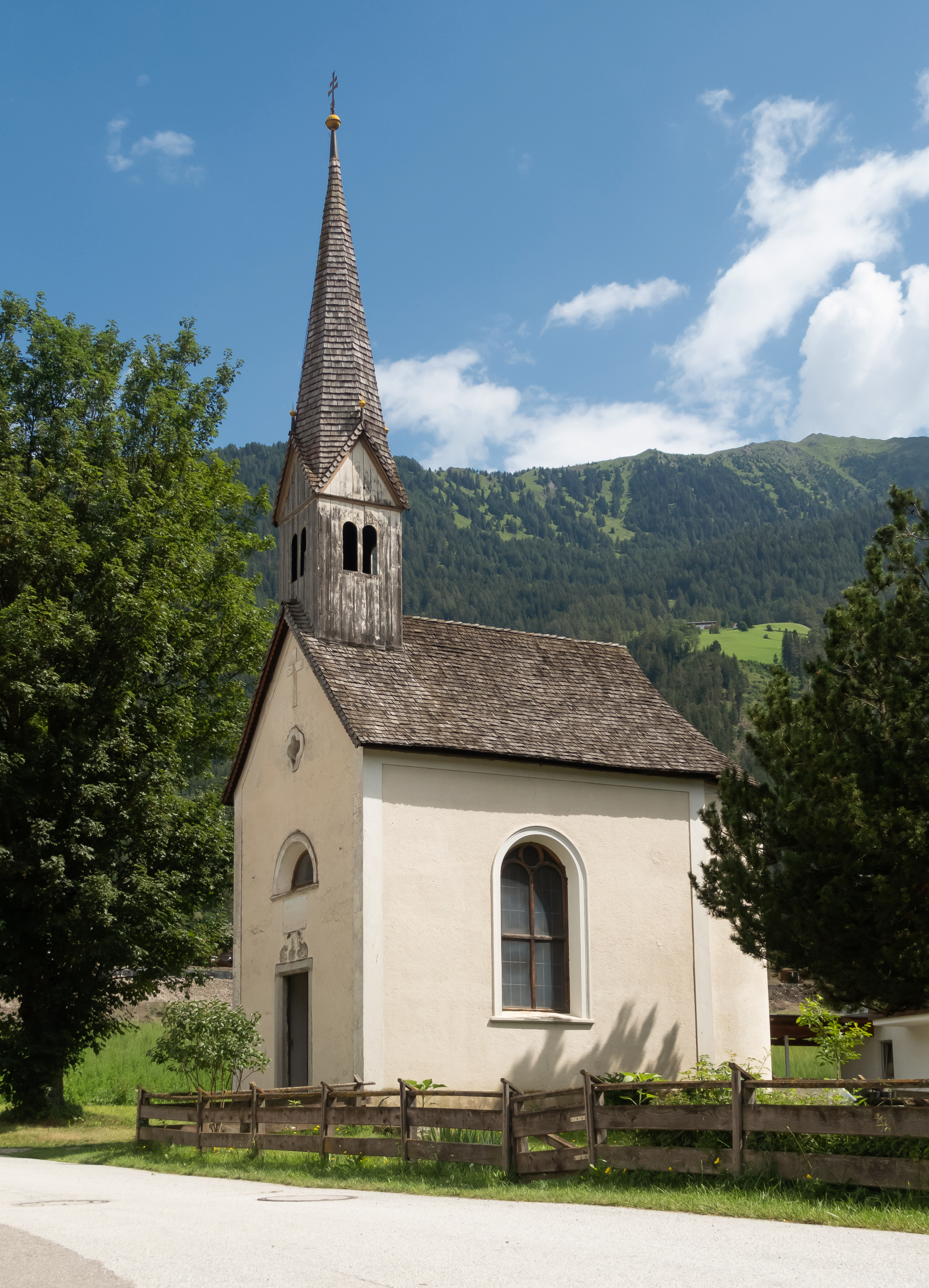
Kapelle in Freienfeld

Freienfeld (italienisch Campo di Trens) ist eine kleine Ortschaft in der Gemeinde Freienfeld südöstlich von Sterzing in Südtirol. Obwohl die Gemeinde nach ihr benannt ist, besteht die Siedlung nur aus wenigen Häusern beiderseits der Brennerstaatsstraße und der Brennerbahn, die am nahen Bahnhof Freienfeld eine Zugangsstelle bietet. Die Ortschaft liegt auf etwa 940 m Höhe im Talboden des Wipptals auf der orographisch linken Seite des Eisack. Etwas höher am Hang liegt das Dorf Trens, mit dem Freienfeld nahezu zusammengewachsen ist, auf der anderen Flussseite und jenseits der Brennerautobahn das Dorf Stilfes.
Freienfeld gehörte ursprünglich zur Gemeinde Trens; Johann Jakob Staffler notierte in seiner Topographie Tirols 1847, dass der Weiler gerade einmal zehn Häuser beinhalte und dort eine „bescheidene Marienkapelle“ bestehe. Die heute im Ort befindliche Kapelle geht auf das Jahr 1890 zurück. Bei der Zusammenlegung der Gemeinden Trens, Stilfes und Mauls 1928 wurde das Rathaus in Freienfeld angesiedelt, wodurch der Weiler politisch zum Hauptort der umliegenden und wesentlich größeren Dörfer wurde.